# Dioscorea althaeoides
Dioscorea althaeoides är en enhjärtbladig växtart som beskrevs av Reinhard Gustav Paul Knuth. Dioscorea althaeoides ingår i släktet Dioscorea och familjen Dioscoreaceae. Inga underarter finns listade i Catalogue of Life.